# Jenia Grebennikov
Jenia Grebennikov (Rennes, Francia; 13 de agosto de 1990) es un jugador de voleibol francés que juega en la posición de líbero en la selección francesa y en el Zenit San Petersburgo

## Trayectoria

### Clubes
Hijo del también jugador y entrenador Boris Grebennikov, Jenia empieza a jugar en las juveniles del Rennes Volley con diez años y en la temporada 2008/2009 debuta en el primer equipo y en el campeonato francés de primera división. En cinco temporadas con el equipo bretón consigue ganar la Copa de Francia de 2011/2012 (derrotando por 3-0 el Beauvais Oise UC) y también es elegido MVP del campeonato al final de la misma temporada.
En verano 2013 se marcha a Alemania en el VfB Frierdrichshafen ganando dos copas de Alemania en seguida y el campeonato alemán de 2014/2015. En la temporada 2015/2016 ficha por el Lube Macerata de Italia, consiguiendo ganar el doblete campeonato-Copa de Italia. En verano 2018 se convierte en nuevo jugador del Trentino Volley y en diciembre levanta la Copa Mundial de Clubes derrotando en la gran final la misma Lube. En el año 2020 ficharía por el Modena volley para la temporada 2020/21 aunque solo jugaría una temporada en ese equipo. En la temporada 2021/22, ficha por el Zenit San Petersburgo de la superliga rusa

### Selección
Forma parte de la  selección francesa a partir de la  Liga Mundial de 2011 y cuatro años más tarde consigue ganar este mismo torneo (el primer título en la historia de la selección) tras derrotar a Serbia por 3-0 en la final de Río de Janeiro.
En el Mundial de Polonia de 2014, en el cual Francia termina en cuarto lugar, es nombrando mejor líbero del torneo. En octubre de 2015 se corona campeón de Europa tras la victoria por 3-0 de su Francia ante Eslovenia.

## Palmarés

### Clubes
- Copa de Francia (1): 2011/2012
- Campeonato de Alemania (1): 2014/2015
- Copa de Alemania (2): 2013/2014, 2014/2015
- Campeonato de Italia (1) : 2016-17
- Copa Italia (1): 2016-17
- Copa Mundial de Clubes (1): 2018
- Copa CEV (1): 2018-19